# Чубаровское
Чубаровское — село в Ирбитском муниципальном образовании Свердловской области.

## Географическое положение
Село Чубаровское «Ирбитского муниципального образования» находится в 26 километрах (по автодороге в 32 километрах) на востоке от города Ирбит, на правом берегу реки Ница. В окрестностях села, в 4 километрах на восток-северо-востоке находится гидрологический природный памятник — озеро Бутинец (или Татарское), где произрастают редкие виды растений.

## История села
Название села произошло от речки Чубаровки, текущей с севера и около села впадающей в реку Ницу, а название речки происходит от имени татарского наездника, князя Чубарки, который скрываясь от преследований сильнейшего наездника Епанчи, с севера, из — за реки Туры, по речке, которую назвал своим именем, дошёл до реки Ницы и здесь, на привольных поёмных лугах, основал поселение Чубарово. Цубартура, чубартура с татарского означает пёстрый город. С течением времени татары постепенно ушли в Сибирь, а их место заняли выходцы из России, переселявшиеся сюда по воле правительства.
В 1623 году была основана Чубаровская Слобода Максимом Егошиным на месте татарской крепости Цубартура, а в 1634 году слобода уже защищалась от набега степных калмыков.
В настоящее время памятником татарского пребывания здесь служит только одно название села и речки.
В 1895 году возникло первое в Ирбитском уезде потребительское общество. В 1902 году в селе существовало двухклассное министерское училище и школы грамоты в деревнях Меньщиковой и Юдиной.
В начале XX века главным занятием прихожан было хлебопашество, чему благоприятствовал чернозём.

## Население
В 1900 году численность жителей села было 1776 мужского и 1864 женского пола, все были русские по происхождению, православные — по вере.
| 2002 | 2010 | 2021 |
| ---- | ---- | ---- |
| 376  | ↘346 | ↘270 |

## Рождество-Богородицкая церковь
В 1769 году заложена Рождество-Богородицкая церковь, каменная, четырёхпрестольная, двухэтажная. Главный храм в честь Рождества Пресвятой Богородицы освещён 26 ноября 1786 года, придел во имя святого Николая, архиепископа Мирликийского освещён 18 ноября 1771 года, придел в честь Происхождения честных древ Животворящего Креста Господня освящён 2 июня 1788 года, придел во имя архангела Михаила освещён в 1851 года. Храм строился он на средства прихожан. В алтарях двух церквей нижнего этажа и на солеях полы сделаны из мраморных квадратных плит. Церковь была закрыта в 1930 году.

## Часовня Николая Чудотворца
В настоящий момент внутри часовни видны остатки росписей, наружный декор храма из кирпичной вкладки сохранён, часовня не восстанавливается.